# ليز برونر
ليز برونر (بالإنجليزية: Liz Brunner)‏ هي صحفية أمريكية، ولدت في 22 مايو 1959 في هارتفورد في الولايات المتحدة.